# Ankogel
Ankogel är ett berg i Österrike. Det ligger i distriktet Spittal an der Drau och förbundslandet Kärnten, i den centrala delen av landet. Toppen på Ankogel är 3 252 meter över havet, eller 582 meter över den omgivande terrängen.
Den högsta punkten i närheten är Hochalmspitze, 3 360 meter över havet, 6,7 kilometer sydost om Ankogel.
Trakten runt Ankogel består i huvudsak av kala bergstoppar och isformationer.